# フィルハーモニア管弦楽団
フィルハーモニア管弦楽団（英語: The Philharmonia Orchestra、愛称：The Phil）は、イギリスのオーケストラで、本拠地は1995年よりロンドンのロイヤル・フェスティバル・ホール。

## 歴史

### レッグの時代
1945年に、EMIの名プロデューサー・ウォルター・レッグによって創設された。レッグの主目的はEMIの製作するレコードのためのオーケストラを作ることにあった。大戦による召集などで、イギリスの他のオーケストラの活動がいまだ低調だったこともあり、優秀な演奏家の積極的な採用が成功した。例えば、1957年に交通事故で夭折するホルン奏者デニス・ブレインも創立当初から首席奏者を務めた（ただしロイヤル・フィルハーモニー管弦楽団との兼任）。
初の公開演奏は1945年10月27日、ロンドンのキングズウェイ・ホールにて、トーマス・ビーチャムの指揮で挙行された。
レッグおよびEMIの長年にわたるコネクションを活かして、設立当初からヨーロッパ大陸（特に敗戦国ドイツ、イタリア）からの指揮者、独奏者を招いての公演・録音を盛んに行ったことが、フィルハーモニア管を他のオーケストラに対して特徴付けている点だった。1948年にはクレンペラー、フルトヴェングラー、カラヤンの3人を相次いで定期公演の指揮者とし、リヒャルト・シュトラウス『4つの最後の歌』の世界初演はフルトヴェングラーの指揮でフィルハーモニアによって行われた（1950年5月、作曲者の没後）。カラヤンはフィルハーモニアを率いてヨーロッパ大陸ツアーも成功させ（1952年5月）、それは創立10年に満たない楽団の地位向上に貢献した。イタリアからはトスカニーニ、グィード・カンテッリ、ジュリーニがフィルハーモニアのためにタクトを揮っている。
フィルハーモニアとの良好な関係を構築したかに見えたカラヤンは、1955年にベルリン・フィルハーモニー管弦楽団の首席指揮者に就任してしまい、その後期待されたカンテッリが1956年に航空事故で急死したことで、リーダー不在の危機が囁かれたが、レッグは大戦後ポジションに恵まれなかった観のあるオットー・クレンペラーをトップに据えることを決断、1959年にはクレンペラーは常任指揮者（後に終身）に就任し、多くの演奏、録音を残す。

### ニュー・フィルハーモニア時代
順風満帆に思われたフィルハーモニアを1964年に激震が襲う。レッグは前年にEMIと袂を分かった後もフィルハーモニアの実質的なオーナーだったが、この年3月10日、資金不足を理由に突如フィルハーモニアの活動停止・解散を通告した。イギリス経済自体、後に「英国病」と揶揄される慢性的な衰退状況下にあり、フィルハーモニアに限らず、オーケストラの財政状況はどこも危うい状況にあった。当日はクレンペラー指揮によるレコード録音日であり、オーケストラ団員は全員一致で解散反対を決議、居合わせたクレンペラーも全面的な支持を約束する。こうして、フィルハーモニアは自主運営組織によるニュー・フィルハーモニア管弦楽団（New Philharmonia Orchestra）として再出発することになった。新組織による初コンサートは同年10月27日、楽団の名誉総裁となったクレンペラーの指揮、曲目はベートーヴェンの交響曲第9番である。
ニュー・フィルハーモニア管は意欲的な演奏活動を継続する。1965年にはストラヴィンスキー指揮による一連の自作自演プログラムを披露する。1970年には、大阪万博の一環としてジョン・バルビローリを指揮者として初来日の予定だったが、出発前夜の7月29日にバルビローリが急逝、急遽ジョン・プリッチャードとエドワード・ダウンズを代役として来日公演を実現している。
しかし、クレンペラーの高齢化に伴い、楽団の求心力低下が懸念される状況になる。これを補佐する形で、ロリン・マゼールが首席客演指揮者（1970年-1972年）に就任、1972年1月、87歳のクレンペラーは公式に引退を宣言（翌1973年7月6日死去）、楽団は1972年12月に初共演を行ったばかりのリッカルド・ムーティに常任指揮者就任を要請する（のち1979年からは音楽監督）。なお、マゼールはポスト離任後も定期的に客演し（来日もした）、数多くの録音を行った。

### 1970年代以降
ムーティとの蜜月時代は1982年まで継続し、その間1977年からは再びフィルハーモニア管弦楽団（The Philharmonia Orchestra）の名称を回復することになる。その後、1984年から1994年はジュゼッペ・シノーポリ（音楽監督）、1994年からはクリストフ・フォン・ドホナーニ（当初は首席客演指揮者、1997年より首席指揮者）をトップとした。2008年-2009年のシーズンからは、首席指揮者にエサ＝ペッカ・サロネンが就任している。結成以来イギリス人をトップに置いたことがない点も、イギリスのオーケストラとしては極めて異例である。また1994年から2012年まで、日本人の岩淵麻弥がリーダー（コンサートマスター）を務めた。
なお、創設以来3管編成オーケストラであり、大曲を演奏する際は臨時奏者を補充している。カラヤンがアメリカ演奏旅行の際に臨時奏者と衝突したり（この際に正団員もカラヤンを支持しなかったことが尾を引き、離任の原因のひとつとなった）、ムーティが離任メッセージでこの状態に不満を漏らすなど、しばしば問題となってきた。

## 歴代首席指揮者等
- オットー・クレンペラー （1959年 - 1973年）
- リッカルド・ムーティ （1973年 - 1982年）
- ジュゼッペ・シノーポリ （1984年 - 1994年）
- クリストフ・フォン・ドホナーニ （1997年 - 2008年）
- エサ＝ペッカ・サロネン （2008年 - 2021年）
- サントゥ＝マティアス・ロウヴァリ （2021年 - ）

## ホール
ロンドンのオーケストラは「過密」と言ってよい状況（国際的レベルのオーケストラが5つ、それに対して大規模ホールは3つ）であり、リハーサルならびに定期演奏の場が保証されるという意味での本拠地（residency）の確保は、どのオーケストラにとっても課題である。フィルハーモニアは1993年にパリ・シャトレ座を本拠地とし、1996年になってようやくロンドンのロイヤル・フェスティバル・ホールの本拠地化に成功し、現在は年間40公演を同ホールで行う（それ以前も同ホール開場以来45年にわたって定期演奏で利用していたが、あくまで客演での利用という建前だった）。

## 録音活動
創設以来の「録音の多いオーケストラ」の伝統は健在であり、1989年には「年間録音セッション数250回」という驚異的な記録を樹立している。
一般的なクラシック公演・録音以外にも、フィルハーモニアは例えば以下のような映画で音楽を担当している。
- 『ヘンリィ五世』　ローレンス・オリヴィエ監督・主演（1944年）
- 『エントラップメント』（1999年）
- 『ファンタジア2000』（ディズニー作品／サウンドトラックのみ）

また、日本のドラマのテーマ曲の録音もしている。
- 『華麗なる一族』（2007年 TBS）音楽担当・指揮服部隆之